# Alex Cooper
Alex Cooper (Inverness, 4 novembre 1991) è un calciatore scozzese, difensore del Brora Rangers.

## Biografia
Suo padre Neale è stato a sua volta un calciatore professionista, oltre che un allenatore.

## Carriera

### Club
Nato a Inverness, ha iniziato a giocare a calcio tra le giovanili del Ross County, dove dimostra un grande potenziale tanto che a 14 anni viene invitato partecipare a un torneo in Svizzera con il Chelsea di José Mourinho.
Il 28 dicembre 2007, si trasferisce al Liverpool per la cifra di £ 100.000 firmando un contratto di tre anni e mezzo. Aggregato alle giovanili col passare del tempo riesce a scalare tutti i ranghi arrivando alla squadra delle riserve allenata da John McMahon. Tuttavia a causa di alcuni infortuni che lo tengono lontano dal campo per diversi, non riesce a fare il salto di qualità e nell'estate 2011 lascia i Reds.
Il 18 novembre 2011, ritorna in patria al Ross County, dove in due stagioni colleziona 32 presenze e una rete nella massima serie scozzese.
Dopo diverse esperienze tra Scozia, Inghilterra e Stati Uniti d'America, il 9 luglio 2021 si trasferisce al Queen of the South.
Circa un anno più tardi, nel luglio 2022, approda invece nella terza serie svedese, al Gefle. Qui totalizza una rete e 14 presenze, in una stagione conclusa dal club con la promozione in Superettan.

### Nazionale
Ha giocato nella nazionale scozzese Under-17.